# Харьковская зона ПВО
Харьковская зона ПВО — территориальное оперативное объединение войск ПВО СССР накануне и во время Великой Отечественной войны, выполнявшее противовоздушную оборону войск и важных административно-политических и промышленных центров, расположенных в границах Харьковского военного округа.

## История формирования и боевой путь
Харьковская зона ПВО была образована приказом НКО СССР № 0015 от 14 февраля 1941 года, согласно которому в состав зоны должны были войти Бахмачский, Харьковский и Донбасский дивизионные районы ПВО. Формирование зоны происходило в мае 1941 года, накануне войны, поэтому окончательно зона сформировалась в составе двух районов — Донбасского и Конотопского.
В состав зоны входили:
- Донбасский бригадный район ПВО:
  - 317-й зап (Сталино);
  - 234-й озад (Зуевка, пушки 85 мм);
  - 235-й озад (Штерновка, пушки 85 мм);
  - 71-й батальон ВНОС.
- Конотопский бригадный район ПВО:
  - 736-й зап (Харьков);
  - 746-й зап (Балаклея, Купянск, Россошь (с октября 1941 года), Лиски (с декабря 1941 года);
  - 56-й озад (Кременчуг, пушки 76 мм образца 1915 года);
  - 57-й озад (Нежин, четыре 76-мм пушки и 8 37-мм МЗА);
  - 57-й батальон ВНОС (Кременчуг, сформирован в июне 1941 года);
  - 66-й батальон ВНОС.

С началом Великой Отечественной войны Харьковская зона ПВО в составе Донбасского и Конотопского бригадных районов ПВО, отдельных подразделений зенитной артиллерии, ВНОС и связи, выполняла задачи по прикрытию войск, военных и промышленных объектов от воздушного нападения противника. В сентябре 1941 года Донбасский бригадный район ПВО был передан в состав ПВО Южного фронта. В октябре 1941 года в состав зоны вошел Купянский бригадный район ПВО. В ноябре 1941 года Харьковская зона ПВО была расформирована.

## Командующий
- генерал-майор артиллерии Шульга Дмитрий Федорович[2]

## Штаб
- город Харьков[2]

## Период нахождения в действующей армии
Харьковская зона ПВО в действующей армии находилась:
- с 22 июня по 14 октября 1941 года.